# Nueva cocina nórdica

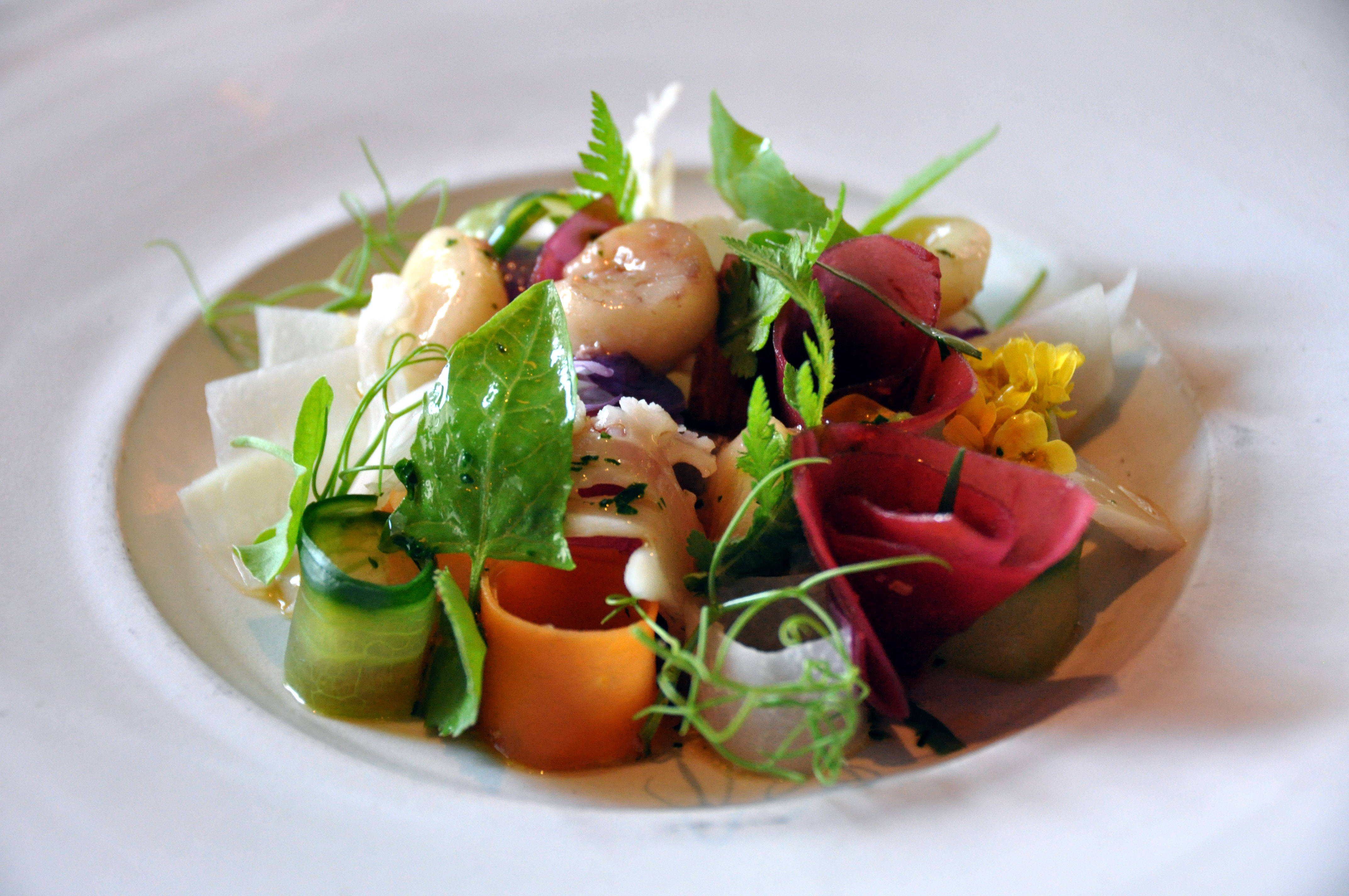
Plato de nueva cocina nórdica a base de ingredientes locales y de temporada (tuétanos con verduras escabechadas), del restaurante Noma, Copenhague.

La nueva cocina nórdica (en inglés, New Nordic Cuisine; en danés, Det nye nordiske køkken; en sueco, Det nya nordiske köket; en noruego, Det nye nordiske kjøkken; en finés, Uusi pohjoismainen keittiö) es un movimiento culinario que se ha desarrollado en los países nórdicos , y en Escandinavia en particular, desde los años 2000 La nueva cocina nórdica fue impulsada y se inspiró en ideas y un manifiesto escrito por el activista y empresario alimentario Claus Meyer y varios chefs escandinavos en 2004 en Copenhague.. La Nueva Cocina Nórdica se ha utilizado para promover productos locales, naturales y de temporada como base para nuevos platos tanto en restaurantes como en el hogar. Como resultado, varios restaurantes, en particular en Dinamarca, han introducido ingredientes locales, algunos a menudo nuevos para el paladar habitual, en combinación con comidas tradicionales preparadas de nuevas maneras.

## Historia
En noviembre de 2004, por iniciativa de los chefs daneses René Redzepi y Claus Meyer del entonces recién inaugurado restaurante Noma , chefs y profesionales de la alimentación de todos los países nórdicos se reunieron en Copenhague para discutir la mejor forma de desarrollar lo que llamaron la "Nueva Cocina Nórdica". ". En particular, buscaron enfatizar la necesidad de lo que describieron como "pureza, simplicidad y frescura", así como un mayor uso de alimentos de temporada . Se alentó a los restaurantes a desarrollar platos tradicionales utilizando ingredientes que se benefician del clima, el agua y el suelo de la región local.
Reunidos en Copenhague en 2005, los ministros de agricultura y alimentos del Consejo Nórdico de Dinamarca, Finlandia , Islandia , Noruega , Suecia y los territorios dependientes dieron su apoyo a estos desarrollos, lanzando lo que llamaron el "nuevo Programa Nórdico de Alimentos". En 2006, esto dio lugar a la financiación de 3 millones de euros para una serie de actividades relacionadas.

## Enfoque
La cocina en evolución ha buscado aprovechar las posibilidades inherentes a las recetas tradicionales escandinavas para platos de pescado y carne, basándose en el uso de productos locales mientras revive y adapta algunas de las técnicas más antiguas, por ejemplo, aquellas para marinar, ahumar y salar. Los productos como la colza , la avena , los quesos y las variedades más antiguas de manzanas y peras ahora se preparan con mayor atención para salvaguardar sus sabores naturales. Estos pasos han sido tomados por los defensores de la Nueva Cocina Nórdica en paralelo con su conciencia de un creciente interés en los alimentos orgánicos en toda la región. Además de la preocupación por la "pureza y la frescura", también se han propuesto aprovechar al máximo los productos de temporada, comopatatas nuevas , fresas y espárragos en verano y bollería y carnes condimentadas en Navidad.
Claus Meyer ha apoyado la campaña, no solo en restaurantes sino también para la producción de alimentos en la región nórdica. El chef sueco Magnus Nilsson también ha sido pionero en la Nueva cocina nórdica, y su enfoque también incluye la documentación y la recuperación de la cocina tradicional de toda la región nórdica.